# Андроид-убиец
„Андроид-убиец“ (на английски: Murder and the Android) е американски телевизионен филм от 1959 година, създаден от телевизия Ен Би Си по мотиви от разказа на Алфред Бестър „Наивният Фаренхайт“. Той е част от поредицата на Ен Би Си „Неделна демонстрация“.

## Сюжет
Внимание:  Текстът по-долу разкрива сюжета на произведението (или части от него)!
Историята във филма се развива 400 години напред в бъдещето, където един човек наследява андроид. Това синтетично същество е разработено в лаборатория като покорен и послушен помощник. Нещо в андроида се поврежда и той започва да се опитва да доминира над собственика си.

## В ролите
- Мартин Аш като Полицая
- Робърт Блекбърн като Хари
- Флойд Инис като Офицера
- Кевин МакКарти като Джеймс Валънтайн
- Соно Осато като Далас Бъртън
- Сюзън Плешет като Мери Сътън
- Тели Савалас като Котън
- Владимир Соколоф като Доктор Алексис Ростов
- Дейвид Дж. Стюърт като Джервис
- Рип Торн като Андроида[1]

## Номинации
Филмът е номиниран за Награда „Хюго“ в категорията „Най-добро драматично изложение“.